# 아눈드 야코브

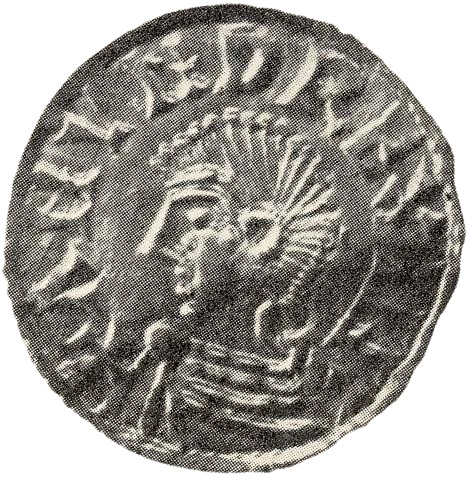
아눈드 야코브 시대에 주조된 동전에 그려진 아눈드 야코브

아눈드 야코브(스웨덴어: Anund Jacob, 1008년경 7월 25일 ~ 1050년)는 스웨덴의 국왕(재위: 1022년 ~ 1050년)이다. 문쇠가 출신이다.

## 생애
올로프 솃코눙 국왕과 그의 아내인 에스트리드(Estrid)의 아들로 태어났으며 에문드 노왕의 이복형제이기도 하다. 1022년 올로프 솃코눙의 뒤를 이어 스웨덴의 국왕으로 즉위했다.
스웨덴의 국왕으로 즉위한 이후에는 스칸디나비아의 세력 균형을 위해 노력했다. 1020년대, 1030년대에는 덴마크의 망누스(노르웨이의 망누스 1세) 국왕과 세력 다툼을 벌이고 있던 노르웨이의 올라프 2세 국왕을 지지했다. 1026년에 일어난 헬게오(Helgeå) 전투에서는 노르웨이의 올라프 2세 국왕과 함께 잉글랜드-덴마크 연합군에 대항했지만 패전하고 만다.
1042년부터 1047년까지 덴마크의 망누스 1세가 노르웨이의 국왕으로 있던 동안에는 노르웨이의 망누스 1세 국왕을 지지했다. 1050년에 사망했으며 스웨덴의 왕위는 그의 이복형인 에문드(Emund, 에문드 노왕)가 승계받았다.
| 전임 올로프 솃코눙 | 스웨덴의 국왕 1022년 ~ 1050년 | 후임 에문드 노왕 |